# Maria Cuțarida-Crătunescu
Maria Cuțarida-Crătunescu (ur. 10 lutego 1857 w Călărași, zm. 16 listopada 1919 w Bukareszcie) – pierwsza kobieta w Rumunii, która ukończyła studia i wykonywała zawód lekarza.

## Życiorys
W 1877 roku rozpoczęła studia na Wydziale Lekarskim w Zurychu, ale wkrótce z powodu trudności językowych przeniosła się do Francji. Ukończyła studia na Uniwersytecie w Montpellier. Podczas pobytu we Francji poprosiła Izbę Deputowanych w Bukareszcie o przyznanie pomocy finansowej na dokończenie studiów i w styczniu 1881 roku otrzymała 4-letnie stypendium. W tym okresie we Francji medycynę studiowało tylko 17 dziewcząt. Po odbyciu stażu w Paryżu, w 1884 roku otrzymała dyplom lekarza.
Po powrocie do Rumunii chciała pracować na oddziale chorób kobiecych w szpitalu Brâncovenesc, ale nie zgodzono się na jej zatrudnienie. Zaproponowano jej stanowisko nauczyciela higieny. Dlatego otworzyła prywatny gabinet, w którym praktykowała do 1904 roku. Od 1886 roku pełniła funkcję szefowej wydziału higieny w ośrodku dla uchodźców „Elena Lady”. W 1899 roku założyła żłobek przy fabryce tytoniu w Bukareszcie.
Aby pomagać dzieciom, w 1897 roku założyła Societa Materna. Podczas kongresów w Brukseli w 1907 roku i Kopenhadze w 1910 roku zaprezentowała wyniki badań nad śmiertelnością niemowląt i badania nad opieką nad małymi dziećmi w Rumunii. Na Kongresie w Paryżu (1900) zaprezentowała opracowanie Munca femeii în România (Praca Kobiet w Rumunii), mówiąc o znaczeniu podnoszenia świadomości kobiet rumuńskich. Podczas I wojny światowej pracowała jako lekarz w szpitalu wojskowym. Po wojnie przeszła na emeryturę. Zmarła w Bukareszcie w 1919 roku.